# Výstupní zařízení
Výstupní zařízení je hardware, do kterého počítač zapisuje data. Velká skupina výstupních zařízení slouží k prezentaci dat uživateli – monitory, displeje, tiskárny, plottery, ale také zvukové karty obsluhující zabudované nebo vnější reproduktory či sluchátka. Další velkou skupinu tvoří zařízení, která data ukládají tak, aby je bylo možné později přečíst – vnější paměti. Další skupina výstupních zařízení slouží ke komunikaci s jinými počítači nebo zařízeními.